# Królowa Śniegu (film 2014)
Królowa Śniegu (niem. Die Schneekönigin) – niemiecko-fiński film fantasy z 2014 roku zrealizowany na podstawie baśni Hansa Christiana Andersena o tym samym tytule. Film jest częścią cyklu filmów telewizyjnych Märchenperlen (Bajkowe Perły).

## Obsada
- Linda Zilliacus jako Królowa Śniegu
- Kristo Ferkic jako Kaj
- Flora Thiemann jako Gerda
- Annekathrin Bürger jako Babcia
- Steffi Kühnert jako Matka rabusia

## Fabuła
Gerda i Kaj są przyjaciółmi i wspólnie spędzają wiele czasu. Pewnego zimowego dnia zimna i zła Królowa Śniegu odłamkiem lodu przecina łączącą ich więź. Od tamtej pory zachowanie Kaja zmienia się. Chłopak przywiązuje swoje sanki do powozu Królowej Śniegu i razem udają się do lodowego Pałacu. Gerda tęskniąc za przyjacielem wyrusza w długą i niebezpieczną wyprawę w poszukiwaniu Kaja.

## Wersja polska
- Lektor: Janusz Szydłowski